# Alfred George Greenhill
Pour les articles homonymes, voir Greenhill.
Sir (Alfred) George Greenhill est un mathématicien britannique, membre de la Royal Society, né le 29 novembre 1847 à Londres et mort le 10 février 1927  dans la même ville.

## Biographie
George Greenhill est éduqué au Christ's Hospital puis entre au St John's College à Cambridge en 1866.
En 1876, Greenhill est nommé professeur de mathématiques à l'Académie royale militaire de Woolwich, à Londres. Il y rencontre notamment Percy Alexander MacMahon.
Il occupe cette chaire jusqu'à sa retraite en 1908. Son livre de 1892 sur les applications des fonctions elliptiques a une renommée d'excellence. Il fut l'un des experts mondiaux à propos des applications des intégrales elliptiques en théorie électromagnétique.

## Travaux
En 1879, Greenhill développe une loi empirique pour calculer le taux de rotation optimal du canon rayé (twist) pour les balles en plomb. Cette règle utilise la longueur de la balle, négligeant le poids et la forme de sa pointe. Greenhill applique cette théorie pour évaluer la stabilité en vol des balles longues tirées d'un canon rayé.

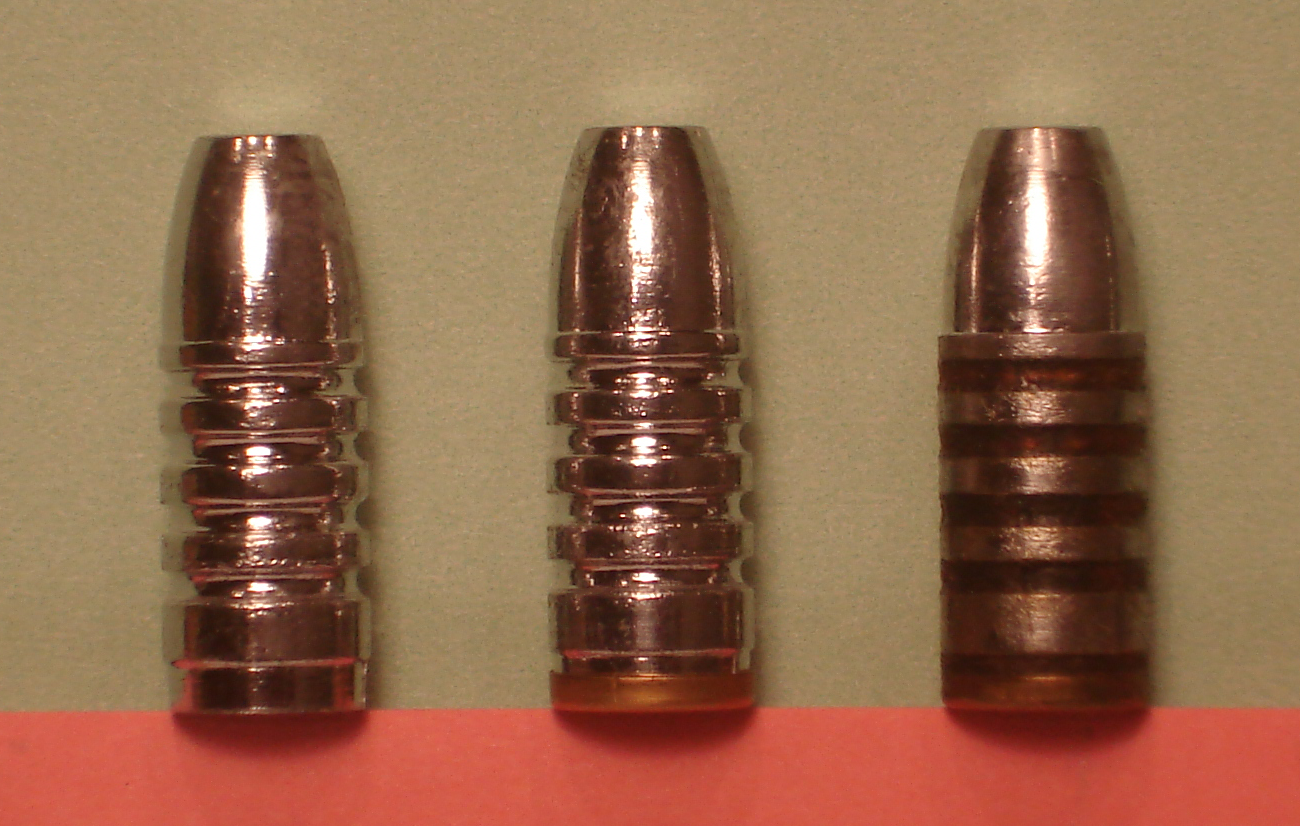
Balle brute de fonderie (à gauche), avec placage (au centre) et lubrifiée (à droite).

La Formule de Greenhill éponyme, encore en usage de nos jours, est:
{\displaystyle Twist={\frac {CD^{2}}{L}}\times {\sqrt {\frac {d}{10.9}}}}
où :
- C = 150 (prendre 180 pour les vitesse à la bouche supérieure à 2 800 pied/s)
- D = diamètre de la balle en pouce
- L = longueur de la balle en pouce
- d = densité de la balle (10,9 pour des balles en plomb, ce qui annule la seconde moitié de l'équation)

La valeur initiale de C était de 150, ce qui donne un taux de rotation en pouces par tour, avec un diamètre D et la longueur L de la balle en pouces. Cela fonctionne à des vitesses d'environ 840 m/s (2 800 pied/s); au-delà desquelles C sera égal à 180. Par exemple avec une vitesse de 600 m/s (2 000 pied/s), un diamètre de 0,5 pouce (12,7 mm) et d'une longueur de 1,5 pouce (38 mm), la formule donnerait une valeur de 25, ce qui signifie 1 tour en 25 pouces (640 mm).

## Prix et récompenses
- 1902 : Médaille De Morgan
- 1906 : Médaille royale

## Publications
- A. G. Greenhill Differential and integral calculus, with applications ( London, MacMillan, 1886) archive.org
- A. G. Greenhill, The applications of elliptic functions (MacMillan & Co, New York, 1892)[6] University of Michigan Historical Mathematical Collection
- A. G. Greenhill, A treatise on hydrostatics (MacMillan, London, 1894) archive.org
- A. G. Greenhill, The dynamics of mechanical flight (Constable, London, 1912) archive.org
- A. G. Greenhill, Report on gyroscopic theory (Darling & Son, 1914)[7]
- A.G Grennhill, une démonstration élémentaire de la formule du pendule, Extrait de l'enseignement mathématique n°4, 11e année, juillet 1909, texte disponible en ligne sur LillOnum